# K.D earth
K.D earth（ケー・ディー・アース）は、北海道苫小牧市出身の兄・結樺健（渡辺健）、弟・DAI （渡辺大）による兄弟ユニット。
他に俳優・山本耕史と3人でKOJI YAMAMOTO and K.D earthというバンドも組んでいる。

## メンバー
結樺健（兄）ボーカル、ドラム、パーカッション、トンコリ、ムックリ
1970年7月6日生まれ、血液型B型
2008年11月1日　逝去
DAI（弟）ボーカル、ベース、アコースティックギター、トンコリ
1971年6月10日生まれ、血液型B型

## 経歴
1992年にK.D earthの前身、W(ダブル)を結成し、1994年にポリドールレコードよりメジャーデビュー。
テレビ朝日番組タイアップとなり「ミュージックステーション」に出演。
1997年に「K.D earth」に改名し、活動を続ける。

## 受賞歴
1988/Teens Music Festival`88 全国大会出場
1990/Band Exprotion`90 全国大会出場
1993/ヤマハMusic Quest`93 世界大会出場　金賞受賞

## レギュラー番組
山本耕史“スイートJAM”